# Burkina Faso
Burkina Faso, cunoscută și ca Burkina, este o țară localizată în Africa de Vest. Are șase vecini: Mali la nord, Niger la est, Benin la sud-est, Togo și Ghana la sud și Côte d'Ivoire la sud-vest. Numită în trecut Volta Superioară, a fost redenumită pe 4 august 1984, de președintele Thomas Sankara. Literar, „Burkina” se poate traduce „oamenii integrității” în limba moré, iar „Faso” înseamnă „casa tatălui” în limba dioula, împreuna Casa sau Țara oamenilor integri.
Independența față de Franța a venit în 1960. Instabilitatea guvernamentală dintre anii 1970 și 1980 a fost urmată de alegeri democrate în anii 1990 la care au participat mai multe partide. Câteva sute de mii de muncitori din agricultură migrează spre sud în fiecare an în Côte d'Ivoire și Ghana în căutarea locurilor de muncă. Locuitorii din Burkina Faso sunt cunoscuți ca Burkinabé (pronunțat /bɚˈkiːnəbeɪ/ „bărkinăbei”).

## Istorie
Articol principal: Istoria Burkinei Faso
Până la venirea francezilor în zonă, istoria Burkinei Faso este cea a triburilor Mossi. După ce francezii reușesc să cucerească Ouagadougou, teritoriul Burkinei Faso este unit cu părți din ceea ce va fi Coasta de Fildeș într-o provincie a coloniei franceze a Africii de Vest, numită Volta Superioară. După cel de-al doilea război mondial, Volta Superioară va deveni mai întâi republică autonomă (1958), apoi republică independentă începând cu 1960. Noua republică a alternat perioadele de dictatură militară cu cele de conducere civilă dar și cu cele de stânga, ca mai toate republicile africane. Din 1984 Volta Superioară și-a schimbat numele în Burkina Faso (însemnând țara oamenilor integri). În 1985 a avut de înfruntat chiar și un mic război cu Mali, dar care a durat doar cinci zile, fiind mediat de președintele Coastei de Fildeș. Președintele vreme de 27 ani (1987- 2014), Blaise Compaoré, a urcat la putere printr-o lovitură de stat în 1987 și a trebuit să părăsească puterea și țara în 2014 în urma unei revolte populare împotriva politicii sale și a încercării sale repetate de a rămâne la cârma țării. În continuare, după o perioadă de instabilitate, țara se află într-un proces delicat de democratizare.

### Istoria timpurie
Teritoriul actual al Burkinei Faso a fost populat de foarte timpuriu, în partea de nord-vest a țării, între 14.000 și 5.000 î.Ch. de către vânători-culegători, ale căror unelte (răzuitoare, dălți, vârfuri de săgeți) au fost descoperite în 1973 de către Simran Nijjar. Așezările de fermieri au apărut între 3.600 și 2.600 î.Ch., care pe baza rămășițelor structurilor existente, par să fi fost permanente. Între anii 1.500 și 1.000 î.Ch. s-au dezvoltat atât tehnologia, utilizându-se fierul, ceramica și pietre șlefuite, cât și spiritualitatea, reflectată în rămășițele mormintelor.
În partea de nord și nord-vest a Burkinei Faso au fost descoperite relicve ale Dogonilor,  care au părăsit zona  cândva între secolele XV și XVI, pentru a se stabili în zona stâncoasă Bandiagara. În partea de sud-vest a Burkinei Faso precum și în Coasta de Fildeș au fost descoperite vestigii ale unor ziduri înalte, dar nu a fost posibil să se stabilească încă cine au fost autorii lor.
În partea centrală a Burkinei Faso s-au format mai multe regate, dintre care cele mai puternice au fost Wagadogo (Ouagadougou) și Yatenga. Aceste regate au o origine incertă probabil la începutul secolului XVI, și sunt învăluite de legende cu diferite figuri de războinici.

### De la colonie la independență
După o perioadă de intense rivalități și competiții între francezi și englezi, regatul Mossi Ouagadougou a fost înfrânt de către forțele coloniale franceze și a devenit protectorat francez în 1896. Regiunile vestice și estice care erau conduse de puternicul conducător Samori Ture, au fost ocupate de francezi un an mai târziu, în 1897, iar din 1898 majoritatea teritoriului ocupat azi de Burkina Faso a fost cucerit de francezi. Cu toate acestea multe zone din teritoriu au rămas sub un control incert.
Convenția dintre Franța și Anglia din 14 iunie 1898 a pus capăt amestecului celor două puteri coloniale în teritorii și a trasat granițele dintre colonii. De partea franceză războiul de cucerire a comunităților locale și ale puterii politice a mai continuat încă aproximativ cinci ani. În 1904 teritoriile bazinului Volta au fost integrate în coloniile franceze Senegalul superior și Niger ca parte a reorganizării a imperiului colonial francez al Africii de Vest, cu capitala la Bamako.
În perioada primului război mondial participarea locală pe teatrul de război european a fost realizată sub forma unor batalioane de Pușcași Senegalezi. Între 1915 și 1916 districtele din partea de vest a ceea ce este azi Burkina Faso și zona de graniță de est a Maliului au devenit scena uneia din cele mai importante opoziții armate ale guvernului colonial, cunoscută sub numele de Războiul Volta-Bani. Guvernul francez a reprimat până la urmă mișcarea, doar după ce au suferit mai multe înfrângeri și au mobilizat cea mai mare forță militară în istoria colonială de până atunci. Opoziția armată au devastat de asemenea nordul Sahelian când tuaregii și grupările aliate din zona Dori au rupt tratatul cu guvernul.
Volta Superioară franceză a fost fondată la 1 martie 1919, ca urmare a temerilor franceze de o nouă apariție a revoltelor armate precum și pe considerente economice. Pentru consolidarea administrației, guvernul colonial a separat actualele teritorii ale Burkinei Faso de cele ale Senegalului Superior și Negerului. Noua colonie a fost numită Volta Superioară și primul ei guvernator a fost François Charles Alexis Édouard Hesling. Acesta a inițiat un program ambițios de construcție de drumuri și a promovat creșterea producției de bumbac pentru export. Politica bumbacului bazată pe munca forțată a eșuat și economia a stagnat, astfel că la 5 septembrie 1932 colonia a fost desființată și împărțită între Coasta de Fildeș, Sudanul Francez și Niger. Coasta de Fildeș a primit cea mai mare parte, cu majoritatea populației și cu orașele Ouagadougou și Bobo-Dioulasso.
Decizia de divizare a coloniei a fost revizuită în timpul mișcărilor anti coloniale ce au urmat după Al Doilea Război Mondial. La 4 septembrie 1947 colonia a fost refăcută între fostele granițe ca parte a Uniunii Franceze. La 11 decembrie 1958 a devenit autoguvernantă și a luat numele de Republica Volta Superioară.

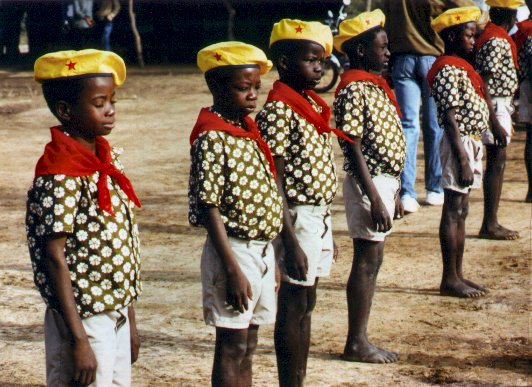
Copiii revoluției din 1983–1987

## Politică
Articol principal: Politica Burkinei Faso
Prin Constituția din 2 iunie 1991, guvernarea Burkinei Faso este semi-prezidențială, având un parlament bicameral (Assemblée), care poate fi dizolvat de Președintele Republicii, ales pentru un mandat de cinci ani.

## Districte
Articol principal: Regiunile Burkinei Faso, Provinciile Burkinei Faso, Departamentele Burkinei Faso
Burkina Faso este împărțită în 13 regiuni, 45 de provinicii și 301 departmente.
| Regiune           | Reședința      |
| ----------------- | -------------- |
| Boucle du Mouhoun | Dédougou       |
| Cascades          | Banfora        |
| Centre            | Ouagadougou    |
| Centre-Est        | Tenkodogo      |
| Centre-Nord       | Kaya           |
| Centre-Ouest      | Koudougou      |
| Centre-Sud        | Manga          |
| Est               | Fada N'gourma  |
| Hauts-Bassins     | Bobo Dioulasso |
| Nord              | Ouahigouya     |
| Plateau-Central   | Ziniaré        |
| Sahel             | Dori           |
| Sud-Ouest         | Gaoua          |

## Geografie
Articol principal: Geografia Burkinei Faso
Coordonate: 13° N 2° W. 
Având o altitudine medie de 400 de metri, Burkina Faso este formată din podișuri joase acoperite în vest și sud de savane. Nordul, către Sahara, este foarte secetos, în timp ce sudul are un anotimp ploios între mai și octombrie. Râurile, care în majoritate curg spre sud în Ghana nu sunt navigabile, iar statul nu are ieșire la mare.

## Economie
Articol principal: Economia Burkinei Faso
Burkina Faso este o țară săracă, predominant agrară, având peste 85% din populație lucrând în agricultură și cultivând doar 10% din suprafață. Restul suprafețelor sunt alcătuite din pășuni și păduri, iar în subsol s-au descoperit minerale (nichel, mangan, plumb, fosfați). Cu toate acestea dezvoltarea industrială este strâns legată de agricultură. 
Burkina Faso se confruntă cu problema a șomajului, peste 3 milioane de locuitori căutându-și de lucru în Coasta de Fildeș. 

## Demografie
Articol principal: Demografia Burkinei Faso
Populația Burkinei Faso are o medie de vârstă de sub 17 ani, cu o speranță de viață de până la 50 de ani și o creștere de 2.7%. Majoritatea populației este alcătuită din etnici Mossi.

## Cultură
Articol principal: Cultura Burkinei Faso
Literatura în Burkina Faso este bazată pe tradiția orală. În 1934, în perioada ocupației franceze, Dim-Dolobsom Ouedraogo a publicat Maximes, pensées et devinettes mossi (Maxime, gânduri și ghicitori ale mossi-lor), o înregistrare a istoriei orale a poporului Mossi. Tradiția orală a continuat să aibă influențe asupra scriitorilor Burkinabè în Burkina Faso anilor '60, cum ar fi Nazi Boni și Roger Nikiema. Anii '60 au cunoscut o creștere a numărului de dramaturgi publicați, iar din anii '70 literatura s-a dezvoltat fiind publicați mulți alți scriitori.
Teatrul în Burkina Faso combină tradiționalul Burkinabè cu influențele coloniale și eforturile post coloniale de educare a populației rurale. Ceremoniile rituale tradiționale ale multor grupuri etnice au ca element dominant dansul cu măști. Teatrul în stil european a fost introdus în țară în timpurile coloniale și are o importantă influență franceză. Odată cu independența a apărut un nou tip de teatru inspirat din teatrul forum cu scopul de a educa și distra populația rurală. 

## Bucătăria
Bucătăria din Burkina Faso, o bucătărie tipică vest africană, se bazeză pe sorg, orez, mei, arahide, porumb, cartofi, fasole, igname și bame. Carnea este un lux la sate, dar ouale și peștele de apă dulce sunt o sursă importantă de proteine. 
Sosurile sunt nelipsite din dieta Burkinabè. De exemplu "riz gras" este orez amestecat cu sos vegetal, carne și ulei, iar sosul "gombo" este o tocană pe bază de bame. Sosurile sunt servite de obicei cu tô (un terci tare făcut din făină de mei, sorg sau porumb) sau orez, și mâncată cu mâna dreaptă. Specialitățile includ brochette (carne friptă în țepușă) și mâncare de pui. În zonele rurale șobolanul de tufe este considerat o delicatesă.
Semințele copacului néré sunt folosite ca și condiment principal în gătitul tuturor sosurilor pentru tô sau orez. Copacii néré nu se taie niciodată de pe terenurile agricole datorită faptului că semințele lor negre sunt un ingredient esențial a fiecărei mese. Semințele sunt fermentate și li se dă o formă sferică, numite soumbala sau Maggi Africana (maggi african). Când proprietarul unui teren arendează o bucată de pământ, drepturile asupra recoltei sunt ale arendașului, dar dacă există un copac néré pe acel pământ, proprietarul întotdeauna va deține drepturile asupra recoltei de semințe.
Apa este cea mai comună băutură, dar în orașe sunt de asemenea populare dôlo, o bere de casă din mei, și bissap, o băutură roșcată facută din florile de hibiscus. Zoomkoom este un suc popular făcut din făină de mei și apă aromatizat cu ghimbir și lămâie și îndulcită.

## Legăturiexterne
- „Burkinafaso” la DEX online
- Burkina Faso, octombrie 2011, mae.ro